# Dana Greiner
Dana Greiner (* 1988 in München) ist eine deutsche Künstlerin und Regisseurin.

## Werdegang
Dana Greiner arbeitet medienübergreifend und installativ. Dabei verbindet sie Malerei, Musik, Skulptur, Film, Theater, Licht- und Klanginstallation zu einer Einheit und erschafft Bildwelten innerhalb und außerhalb gesellschaftlicher Kontexte. Ursprünglich aus der Malerei kommend, halten mittlerweile vermehrt digitale Medien und 3D-Druck Einzug in ihr Schaffen. In diesem Facettenreichtum entstehen meist mehrere Arbeiten gleichzeitig, die sie miteinander in Korrespondenz setzt, Räume absteckt und bespielt. Der Mensch, Hauptakteur und wichtigster Zuschauer zugleich, steht im Mittelpunkt ihrer Arbeit. Intermedial und allumfänglich bedient sie sich unterschiedlichster Medien und nutzt diese als Übersetzungsmöglichkeit, um Betonungen zwischen den Zeilen zu setzen. Dabei entsteht Raum für Poesie, Pop, Politisches und Ästhetisches, wobei sich diese Begriffe nie eindeutig nur auf eine Seite schlagen, sondern immer auch innerhalb einer Arbeit die diametrale Nachbarschaft zu deren Gegenteil suchen.
Von 2010 bis 2011 studierte sie bei Jerry Zeniuk, von 2011 bis 2012 bei Myriam Holme, von 2012 bis 2013 bei Thomas Scheibitz und von 2014 bis 2017 bei Pia Fries an der Akademie der Bildenden Künste München. 2014 wurde sie durch Pia Fries zur Meisterschülerin ernannt, 2017 erhielt sie ihr Diplom. Sie war Teil der groß angelegten Gruppenausstellung "Jetzt! Junge Malerei in Deutschland", im Kunstmuseum Bonn, den Kunstsammlungen Chemnitz, Museum Gunzenhauser und dem Museum Wiesbaden, sowie den Deichtorhallen Hamburg.
2021 war sie Stipendiatin der Stiftung Kunstfond.
Seit 2012 leitet sie ein privates und inklusives Theater in München. 2024 veröffentlichte sie ihren Windpop-song "You are a poem of my mind".
Ihre Arbeit ist in mehreren Sammlungen vertreten, darunter die der Hamburger Kunsthalle und dem Kunstmuseum Stuttgart. Dana Greiner wird national wie international ausgestellt.

## Preise
- 2013 Stipendium Sommerakademie Salzburg Klasse Norbert Bisky
- 2016 Preisträgerin Deloitte Keinskulpturen Wettbewerb
- 2016 Förderung durch die Karin-Abt-Straubinger Stiftung
- 2017 Projektförderung der Erwin und Gisela von Steiner Stiftung
- 2021 Projektförderung der Erwin und Gisela von Steiner Stiftung
- 2021–2022 Stipendiatin der Stiftung Kunstfond

## Ausstellungen (Auswahl)
- 2010 „Adieu-o-rama“, Auf Wiedersehn Europa, Performance, Haus der Kunst, München
- 2014 "Wassersalon", Heppel & Ettlich, München, Musikperformance
- 2015 "scoop#1", Galerie Big Pond artworks, München, (Gruppenausstellung)
- 2015 salondergegenwart, Hamburg, Deutschland (Gruppenausstellung)
- 2016 9373,87", Arai Associates, Tokyo, Japan (Gruppenausstellung)
- 2016 „Psychogram9“, Medienübergreifende Rauminstallation, Akademiegalerie, München, (Einzelausstellung)
- 2017 „Sanctuary“, Einraumhaus c/o, Mannheim, (Einzelausstellung)
- 2017 „Die Vertreterin“, Galerie Karin Wimmer, young art space, München, (Einzelausstellung)
- 2017 Ausstattung Fack ju Göhte 3, Museumsszene, Haus der Kunst, München
- 2017 Aichacher Kunstverein, San Depot, Aichach (Gruppenausstellung)
- 2018 „Between Sheraton and Hilton“ International gallery of contemporary art, Anchorage, USA, (Einzelausstellung)
- 2018 „Yrwslm“, Parallele Lichtinstallation in Synagoge, Moschee und Kirche, Italien/Spanien/USA (Einzelausstellung)
- 2018 „Yrwslm“, Parallele Lichtinstallation in Synagoge, Moschee und Kirche, Nürnberg,[3] Deutschland (Einzelausstellung)
- 2018 „Jedem das Seine“, Ein Manifest, Regie von Marta Górnicka, Kammerspiele München / Gorki Theater Berlin, Schauspiel
- 2019 „Jetzt!. Junge Malerei in Deutschland“, Kunstmuseum Bonn, Kunstsammlungen Chemnitz, Museum Wiesbaden (Gruppenausstellung)[4]
- 2019 „Jetzt!. Junge Malerei in Deutschland“, Deichtorhallen, Hamburg
- 2019 "Eine Mauer aus fließend Wasser entflammt den Juni erneut", KunstBlockBalve, München, (Gruppenausstellung)
- 2019 "Balagon", Super+ Centercourt, München (Einzelausstellung)
- 2020 Ausstattung "Biohackers", Netflix
- 2020 "Visual Semiotics", Bernhard Knaus Fine Art, Frankfurt (Gruppenausstellung)[5]
- 2020 "Heute ist morgen vorbei", Galerie Feinkunst Krüger, Hamburg (Gruppenausstellung)
- 2020 Galerie Smudajescheck (Einzelausstellung)
- 2020 "Früher war schon immer Jetzt", Hamburger Kunsthalle, Galerie der Gegenwart (Gruppenausstellung)
- 2020 "Die absurde Schönheit des Raumes. 7 Künstler*innen vs. Ungers", Hamburger Kunsthalle, Galerie der Gegenwart (Gruppenausstellung)
- 2021 "Tacker", Galerie der Künstler, München (Gruppenausstellung)
- 2022 "Erste Jahre der Professionalität", Galerie der Künstler, München (Gruppenausstellung)
- 2022 "In situ paradise", Biennale Lindau (Gruppenausstellung), Lindau (Bodensee), am Aeschacher Ufer
- 2022 Lüde in v Ekcten, Erste Jahre der Professionalität, Galerie der Künstler, BBK München
- 2022 Ohne Titel. Junge Malerei aus Süddeutschland und der Deutschschweiz, Kunstmuseum Singen
- 2022 Clandestine Encore, Lost Weekend meets Young Art, München
- 2023 Keine Illusionen, Hamburger Kunsthalle
- 2024 Fusion, Schloss Agathenburg
- 2025 Doppelkäseplatte, Kunstmuseum Stuttgart